# Pauliana insignis
Pauliana insignis är en insektsart som beskrevs av Victor Lallemand 1950. Pauliana insignis ingår i släktet Pauliana och familjen Flatidae. Inga underarter finns listade i Catalogue of Life.